# Nông trường cừu nhỏ phương Nam (phim)
Nông trường cừu nhỏ phương Nam (chữ Hán: 南方小羊牧場, Bính âm: Nánfāng xiǎo yáng mùchǎng, Hán-Việt: Nam Phương Tiểu Dương Mục Trường) là bộ phim điện ảnh lãng mạn Đài Loan về tình yêu giới trẻ, công chiếu lần đầu cuối năm 2012 với sự tham gia diễn xuất của Kha Chấn Đông và Giản Mạn Thư.
Bộ phim còn được biết đến với tiêu đề tiếng Anh "When a Wolf Falls in Love with a Sheep." Bộ phim giành Giải thưởng cho Bộ phim được chỉnh thể tốt nhất tại Liên hoan phim Đài Bắc lần thứ 15 năm 2013.

## Cốt truyện
Có một anh chàng yêu say đắm một cô gái yêu hình tam giác. Một ngày, cô ra đi, chỉ để lại mẩu giấy nhắn: "Em đi học thêm." Anh chàng đợi, đợi mãi mà không thấy cô trở về. Một ngày, một tuần, một tháng,... Cuối cùng, không trả nổi tiền phòng, anh bị người chủ nhà trọ đuổi ra khỏi cửa. Anh chàng đó chính là A Đông. Trên đường tìm nơi ở mới, A Đông đi tới đường Nam Dương, con đường của dân ôn thi với hy vọng dù chỉ vô tình thôi, anh được nhìn thấy gương mặt người yêu cũ. Tại đây, anh được một ông chủ hiệu photocopy tính tình kỳ cục mang về nhà và từ đấy trở thành nhân viên của quán. Vừa làm việc tại hiệu photocopy, A Đông ôm vết thương lòng, mong một ngày có thể vượt qua được.
Đường Nam Dương vốn dĩ rất đông đúc. Ở đó có một bà thím bán cơm cô đơn sống cùng một chú chó nhỏ, một ông già chỉ bán mỳ dạo vào buổi tối, một anh chàng bán cơm rang cuốn hút nhưng luôn giấu mặt bằng chiếc khẩu trang, và một trường học thêm luôn đông đúc học sinh theo học mang tên Tất Thắng. Ở Tất Thắng đó lại có một thầy hiệu trưởng nổi tiếng, ăn mặc bảnh bao nhưng lại hay nói những lời kỳ quái. Ngoài ra còn có một cô gái nhanh nhẹn, hoạt bát, yêu tiền nhất trên đời tên Thôi Bào Bào; và một cô gái vui tươi, trong sáng nhưng hậu đậu, hay vẽ hình cừu bông lên đề thi dù chẳng có ai chú ý (ngoài A Đông) tên Tiểu Dương cùng nhau làm việc vô cùng vui vẻ.
Tình cờ, một lần, khi đi tìm chú chó nhỏ bị lạc của bà chủ quán cơm, A Đông thấy Tiểu Dương đi mua báo. Hôm sau, anh hỏi chuyện cô nhưng bị cô trêu chọc là ban đêm hay bị mộng du và nếu hỏi chuyện người đó sẽ làm người đó chết khiến cho lần tiếp theo, A Đông nhìn thấy nhưng không dám gọi. Dần dần, A Đông thân thiết hơn Tiểu Dương và biết được những câu chuyện quá khứ đau buồn của cô. Những câu chuyện dù là vụn vặt, những hành động dù là kỳ lạ của Tiểu Dương lại khiến cho A Đông có những ấn tượng rất mạnh. A Đông từ đó thậm chí trở thành bạn tâm giao của Tiểu Dương; và thậm chí ngay cả trên những tờ đề thi. Tiểu Dương hay vẽ cừu bông, còn A Đông vẽ đáp lại bằng sói hoang. Những lời trò chuyện của hai người trở thành điểm nóng trong giới ôn thi. Trang Facebook của trường Tất Thắng mang tên "Nông trường cừu nhỏ phương Nam" với những hình ảnh các chú cừu xinh xắn của Tiểu Dương dần thu hút được sự chú ý của mọi người. Tình cảm giữa A Đông và Tiểu Dương cũng như thế lớn lên dần dần, trong sáng và dịu êm. Nhưng liệu cừu bông và sói hoang thật sự có thể đến bên nhau khi cả hai đều có những vết thương lòng sâu đậm?

## Diễn viên

### Diễn viên chính
- Kha Chấn Đông vai A Đông
- Giản Mạn Thư vai Tiểu Dương

### Diễn viên phụ
- Quách Thư Dao vai Thôi Bào Bào
- Thái Chấn Nam vai Ông chủ hiệu photocopy
- Lâm Khánh Đài vai Ông chủ quán mỳ dạo / Mục sư
- Nhiếp Vân vai Hiệu trưởng
- Lục Đình Uy vai Anh chủ quán cơm rang / Dương Dật Luân
- Tạ Hân Dĩnh vai Tiểu Dĩnh
- Trương Thư Hào vai Bạn trai cũ của Tiểu Dương
- Tằng Bội Du vai Bạn gái cũ của Dương Dật Luân
- Phạm Tiểu Phạn vai Mẹ của Tiểu Dương
- Cao Y Linh vai Người thuê ngăn tủ
- Trang Cảnh Sân vai Người trông ngăn tủ
- Lại Bội Oánh vai Người thuê ngăn tủ - Nhân viên làm đầu